# Deuterophysa
Deuterophysa is een geslacht van vlinders van de familie van de grasmotten (Crambidae), uit de onderfamilie van de Spilomelinae. De wetenschappelijke naam voor dit geslacht is voor het eerst voorgesteld door William Warren in een publicatie uit 1889. 

## Soorten
- D. albilunalis (Hampson, 1913)
- D. baracoalis (Schaus, 1924)
- D. biconicalis (Hampson, 1918)
- D. coniferalis (Hampson, 1918)
- D. costimaculalis Warren, 1889
- D. fernaldi Munroe, 1983
- D. flavidalis (Hampson, 1918)
- D. grisealis Hampson, 1917
- D. luniferalis (Hampson, 1913)
- D. obregonalis Schaus, 1924
- D. pallidifimbria (Dognin, 1909)
- D. purpurealis (Hampson, 1913)
- D. sanguiflualis (Hampson, 1913)
- D. subrosea (Warren, 1892)